# Jillian Armenante
Jillian Armenante (Paterson), 5 juli 1964 is een Amerikaanse actrice, die het meest bekend is geworden door haar rol als Donna Kozlowski in de televisieserie Judging Amy.

## Filmografie

### Films
- Dogfight (1991)
- Adventures in Spying (1992)
- The Seven Mysteries of Life (1994)
- The Wright Brothers (1997)
- Delivered (1998)
- Girl, Interrupted (1999)
- Moonlight Mile (2002)
- Frankie and Johnny Are Married (2004)
- North Country (2005)
- Wisteria: The Story of Albert Fish (2006)
- The Dark Knight Rises (2012)

### Televisie
- Jonathan Stone: Threat of Innocence (1994)
- Me & George (1998)
- Judging Amy (1999)

- International Standard Name Identifier: 0000 0003 7123 494X
- Library of Congress Control Number: no2012082827
- Système universitaire de documentation: 238284794
- Virtual International Authority File: 250698837
- WorldCat: E39PBJhGY3T6xdTd7dMbpMgxjC